# 대학수학능력시험

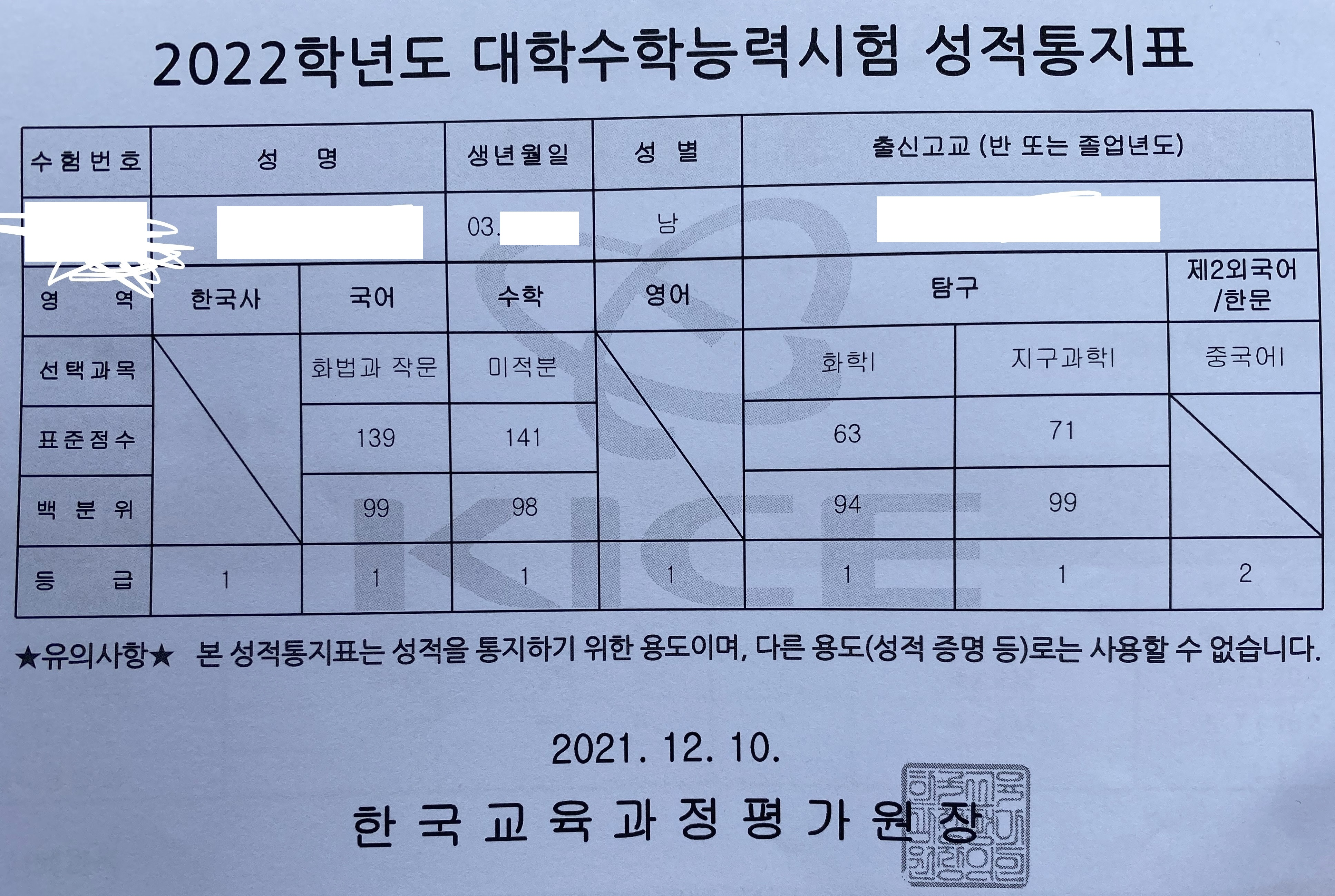
2022학년도 대학수학능력시험 성적통지표

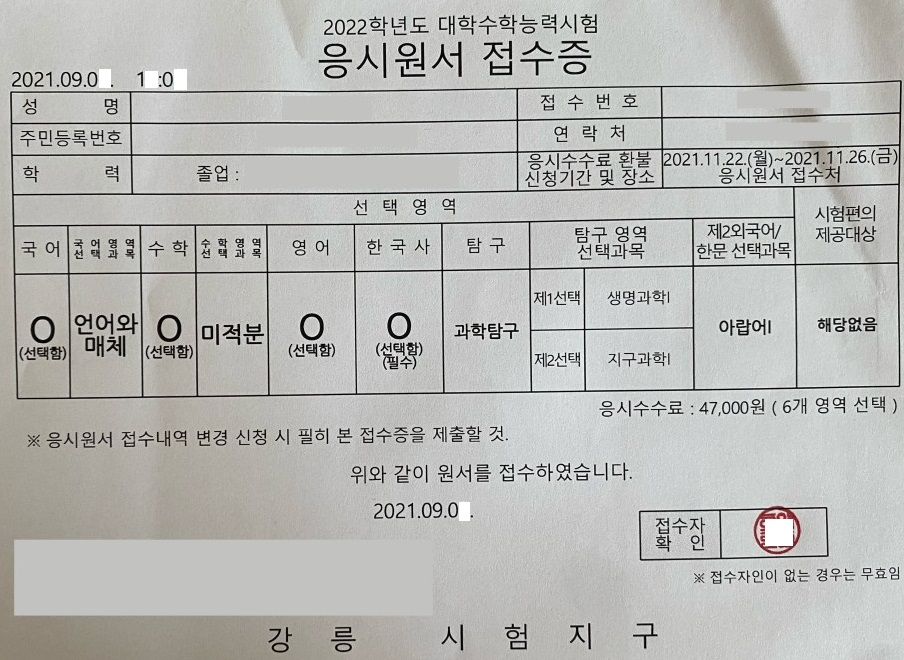
2022학년도 대학수학능력시험 응시원서 접수증

대학수학능력시험(大學修學能力試驗, 영어: College Scholastic Ability Test, CSAT)은 1994학년도부터 대한민국의 대학 입시에 도입한 시험으로, 대학에 진학할 수 있는 능력을 시험한다. 대수능(大修能), 수능(修能)으로 줄여 부르기도 한다. 고등학교 졸업 예정·졸업자 , 검정고시 합격자와 같은 고등학교 졸업 학력과 동등한 학력을 지닌 자 등이 응시할 수 있다. 한국교육과정평가원이 주관한다. 매년 11월 셋째 토요일 직전 목요일에 시행한다.

## 역사

### 도입 배경
이전에 치러지던 학력고사는 고등학교 과정의 많은 과목별로 문제가 출제되었기 때문에 학생들이 모든 과목을 잘해야 한다는 중압감에 시달려야 했으며, 교과서를 무조건 암기해야만 하는 부작용이 발생하였다. 이를 개선하고 통합적인 사고력을 측정하고자, 언어 영역, 수리 영역, 외국어 영역, 탐구 영역{사회탐구, 과학탐구, 직업탐구(2004년)}, 제2외국어 및 한문 영역(2000년)을 평가하도록 고안했으며, 1993년에 1994학년도 대입 수험생들을 대상으로 처음 도입했다. 수능을 처음으로 도입한 해인 1993년에는 8월과 11월 두 번의 시험을 시행하였으나, 2차 시험의 참여율이 저조하고 난이도가 서로 차이나 1994년부터 현재까지 수능시험은 11월에 한 번만 시행하게 되었다.

### 실험평가
학력고사에서 대학수학능력시험으로 바뀌면서 7차례에 걸쳐 실험평가를 시행하였다.
- 1990년 12월 19일에 대학교육적성시험 실험평가(대학수학능력시험 1차 실험평가)를 시행했다.[1]
- 1991년 5월 24일에 대학수학능력시험 2차 실험평가를 전국 135개 고등학교에서 2학년 남녀고교생 16,000여명을 대상으로 시행했다.[1]
- 1991년 7월 11일에 대학수학능력시험 3차 실험평가를 전국 100개 고등학교 2학년생 10,000명을 대상으로 시행했다.
- 1991년 11월 27일에 대학수학능력시험 4차 실험평가를 전국 100개 고등학교 2학년생 10,000명을 대상으로 시행했다.[2]
- 1992년 5월 27일에 대학수학능력시험 5차 실험평가를 359,325명을 대상으로 시행했다.[3]
- 1992년 8월 31일에 대학수학능력시험 6차 실험평가를 전국 1,544개 고등학교 2학년생 420,000여명을 대상으로 시행했다.[4]
- 1992년 11월 10일에 대학수학능력시험 7차 실험평가를 시행했다.[5]

### 변천사

#### 5차 교육과정(1994~1998학년도)
1교시, 언어 영역
- 총 60문항(1994~1996학년도, 듣기 6문항 포함), 총 65문항(1997~1998학년도, 듣기 6문항 포함)/09:00~10:30(1994~1996학년도, 1시간 30분), 08:40~10:20(1997~1998학년도, 1시간 40분)
- 배점은 1994~1996학년도에는 0.8점, 1점, 1.2점, 1997~1998학년도에는 0.8점이 늘어난 1.6점, 1.8점, 2점이다.
- 만점은 1994~1996학년도에는 60점 만점, 1997~1998학년도에는 120점 만점이다.
- 계열과 상관없이 공통 과정에서 출제되었다.

2교시, 수리·탐구 영역 (Ⅰ)
- 총 20문항(1994학년도), 총 30문항(1995~1998학년도, 단, 1997~1998학년도에는 주관식 6문항도 포함)/11:00~12:10(1994학년도, 1시간 10분), 11:00~12:30(1995~1996학년도, 1시간 30분), 10:50~12:30(1997~1998학년도, 1시간 40분)
- 배점은 1994학년도에는 2점만 있었으며, 1995~1996학년도에는 1점, 1.5점, 2점, 1997~1998학년도는 종전의 2배인 2점, 3점, 4점이다.
- 만점은 1994~1996학년도에는 40점 만점, 1997~1998학년도에는 80점 만점이다.
- 출제 형식은 1994~1996학년도에는 객관식 문제를 전 문항마다 출제했으며, 1997학년도부터 주관식 문제(25번~30번)를 도입했다. 25번 ~ 29번 문제는 정답은 최대 2자리이며, 양수 또는 음수를 구하는 문제이다.,[참고 2] 30번 문제는 소수점 둘째 자리까지 구하는 것과 또는 소수점 아래 셋째 짜리에서 반올림하여 소수 둘째 짜리까지 구하는 문제이다.
- 1994학년도에는 일반수학, 수학Ⅰ에서 공통적으로 출제되었으며, 1995~1998학년도에는 계열이 도입되어 인문계는 일반수학, 수학Ⅰ에서 출제되었고, 자연계는 일반수학, 수학Ⅱ에서 출제되었으며, 수학Ⅰ은 수학Ⅱ(상,하 포함)와 겹치는 부분에서 출제되었고, 예체능계는 일반수학에서만 출제되었다.
- 출제 비율의 인문계의 출제비율은 일반수학 50% , 수학 Ⅰ 50% 이내, 자연계는 일반수학 20%, 수학Ⅱ(상,하 포함)은 각각 40% 에서 출제되었고[참고 3],  예· 체능계는 일반수학 100%만 출제되었다.

3교시, 수리·탐구 영역 (Ⅱ)
- 총 60문항(1994~1996학년도), 총 80문항(1997~1998학년도)/13:20~15:00(1994학년도), 13:40~15:20(1995~1996학년도, 1시간 40분), 13:40~15:30(1997학년도, 1시간 50분), 13:40~15:40(1998학년도, 2시간)
- 배점은 1994~1996학년도에는 0.8점, 1점, 1.2점, 1997~1998학년도에는 1점, 1.5점, 2점이다.
- 만점은 1994~1996학년도에는 60점 만점, 1997~1998학년도에는 120점 만점이다.
- 1994학년도에는 공통 출제라서 과목별 만점이 없었고, 1995~1996학년도에는 인문계와 예·체능계는 사회탐구 36점, 과학탐구 24점이며, 반대로 자연계는 사회탐구는 24점, 과학탐구는 36점이다. 이후 1997~1998학년도에는 인문계와 예·체능계는 사회탐구 72점, 과학탐구 48점이며, 반대로 자연계는 사회탐구는 48점, 과학탐구는 72점이다.
- 1994학년도에는 사회탐구는 국민윤리, 국사, 정치·경제, 한국지리, 세계사에서, 과학은 과학Ⅰ, 과학Ⅱ에서 공통적으로 출제되었으며, 1995~1998학년도에는 계열이 도입되어 사회탐구는 공통적으로 국사, 세계사, 국민윤리, 한국지리, 정치·경제에서 출제되고, 계열별 출제는 인문계에 한해서 사회·문화와 세계지리가 출제된다. 과학탐구는 공통적으로 과학Ⅰ, 과학Ⅱ에서 출제되고, 계열별 출제는 자연계에 한해서 과학Ⅱ는 물리와 화학이 겹치는 부분에서 출제되며, 물리와 화학이 출제된다. 생물과 지구과학은 출제되지 않았다. 한편 예·체능계는 사회탐구에서 국사, 세계사, 국민윤리, 한국지리, 정치·경제가 출제되었고, 과학탐구에서는 과학Ⅰ, 과학Ⅱ가 출제되었다.
- 출제 비율은 총 문항수가 60문항이었던, 1994학년도에는 사회탐구 27문항, 과학탐구가 33문항이였으며, 계열이 도입된 1995~1996학년도에는 공통 문항은 사회탐구와 과학탐구 각각 24문항, 계열별 문항이 12문항이 출제되며, 총 문항수가 20문항에서 늘어난 80문항이었던 1997~1998학년도에는 공통 문항은 사회탐구와 과학탐구 각각 32문항, 계열별 문항이 16문항이 출제되며, 또한, 사회탐구는 인문계에 한해서 공통 67% 이내, 계열별 과목은 33% 이내에서 출제한다. 반대로, 과학탐구는 자연계에 한해서 공통 67% 이내, 계열별 과목은 33% 이내에서 출제되었다.
- 사회탐구에서는 두 개의 정답을 요구하는 문제가 출제되기도 하였다. 계열 도입을 한 1995학년도 이후에는 인문계와 예·체능계에서만 출제되었다.

4교시, 외국어(영어) 영역
- 총 50문항(듣기 포함, 1994~1996학년도), 총 55문항(듣기 포함, 1997~1998학년도)/15:30~16:50(1994학년도), 15:50~17:10(1995~1996학년도), 16:00~17:20(1997학년도), 16:10~17:30(1998학년도, 1시간 20분)
- 듣기 평가는 1994~1995학년도에는 8문제였다가, 1996학년도에는 2문제 늘어난 10문제, 1997~1998학년도에는 7문제가 늘어난 17문제이다.
- 배점은 1994학년도에는 0.8점만 있었으며, 1995~1996학년도에는 0.6점, 0.8점, 1점, 1997~1998학년도에는 종전보다 늘어난 1점, 1.5점, 2점이다.
- 만점은 1994~1996학년도에는 40점 만점, 1997~1998학년도에는 80점 만점이다.
- 계열에 관계없이 전 교과 범위에서 출제되었다.

#### 6차 교육과정(1999~2004학년도)
1교시, 언어 영역
- 총 65문항(듣기 6문항 포함)/08:40~10:20(1999~2000학년도, 1시간 40분), 총 60문항(듣기 6문항 포함)/08:40~10:10(2001~2004학년도, 1시간 30분)
- 배점은 1999~2000학년도에는 1.6점, 1.8점, 2점, 문항 수가 줄어든 2001~2003학년도에는 1.8점, 2점, 2.2점, 소수점 배점이 폐지된 2004학년도에는 1점, 2점, 3점이다.
- 만점은 120점이다.
- 계열에 관계없이 전 교과 범위에서 출제되었다.

2교시, 수리·탐구 영역 (Ⅰ) / 수리 영역
- 과목명은 수리·탐구 영역 (Ⅰ)(1999~2001학년도), 수리 영역(2002~2004학년도)으로 표기되었다.
- 총 30문항(객관식 24문항, 주관식 6문항)/10:50~12:30(1999~2000학년도), 10:40~12:20(2001~2004학년도, 1시간 40분)
- 배점은 2점, 3점이다.
- 만점은 80점이다.
- 출제 형식은 1번~24번은 객관식 문항이며, 25번~29번 문제는 주관식 문제로 정답은 최대 2자리[참고 4]의 양수나 음수이며, 30번 문제는 소수점 둘째 자리에서 구하는 문제 또는 소수점 아래 셋째 짜리에서 반올림하여 소수 둘째 짜리까지 구하는 문제이다. [참고 5]
- 출제 범위는 인문계는 공통수학과 수학Ⅰ(공통 수학 50% 이내, 수학Ⅰ 50% 이내)에서, 자연계는 공통수학, 수학Ⅰ, 수학Ⅱ(공통 수학 20% 이내, 수학Ⅰ 30% 이내, 수학Ⅱ 50% 이내)에서, 예·체능계는 모든 문항이 (공통 수학 100%)에서 출제되었다.

3교시, 수리·탐구 영역 (Ⅱ) / 사회탐구·과학탐구 영역
- 과목명은 수리·탐구 영역 (Ⅱ)(1999~2001학년도), 사회탐구·과학탐구 영역(2002~2004학년도)으로 표기되었다.
- 각 과목당 80문항/13:40~15:40(1999~2000학년도), 13:20~15:20(2001~2004학년도, 2시간)
- 배점은 1999~2003학년도에는 1점, 1.5점, 2점, 소수점 배점이 폐지된 2004학년도에는 1점, 2점이다.
- 만점은 120점이다.
- 과목별 만점은 인문계와 예·체능계는 사회탐구 72점, 과학탐구 48점이며, 반대로 자연계는 사회탐구는 48점, 과학탐구는 72점이다.
- 출제 비율이 계열마다 달랐는데, 인문계의 경우 사회탐구가 48문항(공통 38문항, 선택 10문항), 과학탐구가 공통에서 32문항이며, 자연계의 경우 사회탐구가 공통에서 32문항, 과학탐구가 48문항(공통 32문항, 선택 16문항)이며, 예·체능계의 경우 문항 수는 인문계와 같으나, 선택과목 없이, 인문계와 달리 사회탐구와 과학탐구 모두 공통에서 출제되었다.
- 출제 범위는 공통 과목의 경우, 사회탐구는 공통사회 (상권은 일반사회, 하권은 한국지리), 국사, 윤리에서 출제하며, 과학탐구는 공통과학에서만 출제되었다. 선택 과목의 경우, 인문계는 정치, 경제, 사회·문화, 세계사, 세계지리 5과목 중 1과목 인문계의 공통과목 87.5%(과학 40%, 사회 47,5%), 선택과목 12.5% , 자연계는 물리Ⅱ, 화학Ⅱ, 생물Ⅱ, 지구과학Ⅱ 4과목 중 1과목을 선택할 수 있으며 자연계의 공통과목 80%(사회 40%, 과학 40%), 선택과목 20%, 예·체능계는 공통과목(과학 40%, 사회 60% )선택 과목이 없다.

4교시, 외국어(영어) 영역
- 총 55문항(듣기 17문항 포함)/16:10~17:30(1999~2000학년도, 1시간 20분), 총 50문항(듣기 17문항 포함)/15:50~17:00(2001~2004학년도, 1시간 10분)
- 배점은 1999~2003학년도에는 1점, 1.5점, 2점, 소수점 배점이 폐지된 2004학년도에는 1점, 2점이다.
- 만점은 80점이다.
- 계열에 관계없이 전 교과 범위에서 출제되었다.

5교시, 제2외국어 영역
- 총 30문항/17:30~18:10(40분)
- 배점은 2001~2003학년도에는 1점, 1.5점, 2점, 소수점 배점이 폐지된 2004학년도에는 1점, 2점이다.
- 만점은 40점이다.
- 2001학년도 대학수학능력시험부터 도입하였으며, 당시 유일하게 수험생의 의사에 따라 응시 여부를 선택할 수 있는 영역이었다.
- 출제 과목: 독일어Ⅰ, 프랑스어Ⅰ, 에스파냐어Ⅰ, 중국어Ⅰ, 일본어Ⅰ, 러시아어Ⅰ 6과목 중 1과목을 선택한다.

#### 7차 교육과정,2007 개정 교육과정(2005~2013학년도)
1교시, 언어 영역
- 총 60문항(듣기 6문항 포함)/08:40~10:10(2005~2007학년도, 1시간 30분), 총 50문항(듣기 5문항 포함)/08:40~10:00(2008~2013학년도, 1시간 20분)
- 배점은 1점, 2점, 3점이다.
- 만점은 100점이다.
- 범교과적인 소재를 활용하여 출제되었다.

2교시, 수리 영역
- 총 30문항(객관식 21문항, 주관식 9문항. 단, 7차 교육과정 시기에는 가형에 한해 공통 객관식 17문항, 주관식 8문항, 선택 객관식 4문항, 주관식 1문항)/10:30~12:10(2005~2007학년도에는 10:40~12:20, 1시간 40분)
- 배점은 2점, 3점, 4점이다.
- 만점은 100점이다.
- 주관식 문제의 정답은 최대 3자리의 자연수이다.
- 출제 과목은 다음과 같다.
  - 수리 가형: 7차 교육과정에서는 수학Ⅰ 12문항, 수학Ⅱ 13문항, 선택 과목(미분과 적분, 확률과 통계, 이산수학 중 택일) 5문항(2005~2011학년도), 2007 개정 교육과정 적용 이후에는 수학Ⅰ 7~8문항, 수학Ⅱ 7~8문항, 적분과 통계 7~8문항, 기하와 벡터 7~8문항(2012~2013학년도)
  - 수리 나형: 7차 교육과정에서는 수학Ⅰ 30문항(2005~2011학년도), 2007 개정 교육과정 적용 이후에는 수학Ⅰ 15문항, 미적분과 통계 기본 15문항(2012~2013학년도)
- 국민 기본 공통 과정인 고등학교 1학년 수학은 간접적으로 출제되었다.

3교시, 외국어(영어) 영역
- 총 50문항(듣기 17문항 포함)/13:10~14:20(2005~2007학년도는 13:20~14:30, 1시간 10분)
- 배점은 1점, 2점, 3점이다.
- 만점은 100점이다.
- 현범교과적인 소재를 활용하여 출제되었다.

4교시, 사회/과학/직업탐구 영역
- 각 과목당 20문항
- 시험시간은 2005~2007학년도에는 최대 4과목에 15:00~17:06(1과목당 30분×4+문제지 교체시간 1과목당 2분×3=총 2시간 6분), 2008~2011학년도에는 언어 영역 10분 단축으로 인해 시간이 14:50~16:56으로 조정되었으며, 2012~2013학년도에는 최대 3과목에 14:50~16:24(1과목당 30분×3+문제지 교체시간 1과목당 2분×2=총 1시간 34분)이다. 응시한 과목 수에 따라 시험 시간은 달랐다.
  - 2005~2007학년도에는 4과목 응시자의 제1과목 응시 시간은 15:00~15:30, 3과목 응시자의 제1과목 응시 시간(동시에 4과목 응시자의 제2과목 응시 시간)은 15:32~16:02, 2과목 응시자의 제1과목 응시 시간 (동시에 3과목 응시자의 제2과목, 4과목 응시자의 제3과목 응시 시간)은 16:04~16:34, 1과목 응시자의 응시 시간 (동시에 2과목 응시자의 제2과목, 3과목 응시자의 제3과목, 4과목 응시자의 제4과목 응시 시간)은 16:36~17:06이었다.
  - 2008~2010학년도에는 4과목 응시자의 제1과목 응시 시간은 14:50~15:20, 3과목 응시자의 제1과목 응시 시간(동시에 4과목 응시자의 제2과목 응시 시간)은 15:22~15:52, 2과목 응시자의 제1과목 응시 시간 (동시에 3과목 응시자의 제2과목, 4과목 응시자의 제3과목 응시 시간)은 15:54~16:24, 1과목 응시자의 응시 시간 (동시에 2과목 응시자의 제2과목, 3과목 응시자의 제3과목, 4과목 응시자의 제4과목 응시 시간)은 16:26~16:56이었다.
  - 2011~2013학년도에는 3과목으로 줄어들면서 3과목 응시자의 제1과목 응시 시간은 14:50~15:20, 2과목 응시자의 제1과목 응시 시간(동시에 3과목 응시자의 제2과목 응시 시간)은 15:22~15:52, 1과목 응시자의 응시 시간 (동시에 2과목 응시자의 제2과목, 3과목 응시자의 제3과목 응시 시간)은 15:54~16:24이었다.
- 배점은 2점, 3점이다.
- 만점은 각 과목당 50점이다.
- 사회/과학/직업탐구 영역은 응시하는 수험생이 영역 및 과목을 선택하여 응시한다. 서로 다른 영역을 동시에 응시할 수 없다.
  - 사회탐구 영역 과목: 윤리(윤리와 사상+전통 윤리), 국사, 한국 지리, 세계 지리, 경제 지리, 한국근·현대사, 세계사, 법과 사회, 정치, 경제, 사회·문화 11과목 중 최대 3과목(2005~2011학년도는 4과목)을 선택한다.
  - 과학탐구 영역 과목: 물리Ⅰ, 화학Ⅰ, 생물Ⅰ, 지구과학Ⅰ, 물리Ⅱ, 화학Ⅱ, 생물Ⅱ, 지구과학Ⅱ 8과목 중 최대 3과목(2005~2011학년도는 4과목, 과학 Ⅰ 과목은 최대 2개, 과학 Ⅱ과목은 최대 2개)을 선택한다.
  - 직업탐구 영역 과목: 농업 정보 관리, 정보 기술 기초, 컴퓨터 일반, 수산·해운 정보 처리 등 컴퓨터 과목 4과목 중에서 최대 1과목, 농업 이해, 농업 기초 기술(농업계열), 공업 입문, 기초 제도(공업계열), 상업 경제, 회계 원리(상업계열), 수산 일반, 해사 일반, 해양 일반, 인간 발달, 식품과 영양, 디자인 일반, 프로그래밍 등 전공 과목 13과목 중 최대 2과목을 선택한다. 직업 관련 전문 교과 82단위 이상 이수해야 응시가 가능하다.

5교시, 제2외국어/한문 영역
- 총 30문항/16:55~17:35(2005~2007학년도에는 17:35~18:15, 2008~2011학년도에는 17:25~18:05, 40분)
- 배점은 1점, 2점이다.
- 만점은 50점이다.
- 제2외국어/한문 영역 과목: 독일어Ⅰ, 프랑스어Ⅰ, 스페인어Ⅰ, 중국어Ⅰ, 일본어Ⅰ, 러시아어Ⅰ, 아랍어Ⅰ, 한문 총 8과목 중 1과목을 선택한다.

#### 2007 개정 교육과정,2009 개정 교육과정(2014~2016학년도)
수준별 수능 실시 (A, B형)
2014학년도 수능부터 국어, 수학, 영어 영역에서는 수준별 문제지를 제공하는데, 수험생은 쉬운 난이도의 A형과 어려운 난이도의 B형을 선택할 수 있다. 이때, B형은 최대 2개 영역까지만 선택할 수 있으며, 국어 B형과 수학 B형은 동시에 선택할 수 없다. 대부분 대학에서는 인문계열은 국어 B형, 수학 A형, 영어 B형을, 자연계열은 국어 A형, 수학 B형, 영어 B형을, 그리고 예·체능계열은 국어 A형, 수학 A형, 영어 A형을 기본 방침으로 채택하였다. 2015학년도부터 영어 영역에서 수준별 시험이 폐지되었으나, 국어 영역과 수학 영역은 동시에 B형을 선택할 수 없다. 수준별 수능은 2016학년도를 끝으로 폐지되었다.
1교시, 국어 영역
- 총 45문항/08:40~10:00(1시간 20분)
- 배점은 2점, 3점이다.
- 만점은 100점이다.
- 출제 과목은 다음과 같다.
  - 국어 A형: 문학Ⅰ, 독서와 문법Ⅰ, 화법과 작문Ⅰ
  - 국어 B형: 문학Ⅱ, 독서와 문법Ⅱ, 화법과 작문Ⅱ
- 교육과정의 과목에 기초하되 다양한 소재의 지문과 자료를 활용하여 출제되었다.

2교시, 수학 영역
- 총 30문항(객관식 21문항, 주관식 9문항)/10:30~12:10(1시간 40분)
- 배점은 2점, 3점, 4점이다.
- 만점은 100점이다.
- 주관식 문제의 정답은 최대 3자리의 자연수이다.
- 출제 과목은 다음과 같다.
  - 수학 A형: 수학Ⅰ 15문항, 미적분과 통계 기본 15문항
  - 수학 B형: 수학Ⅰ 7~8문항, 수학Ⅱ 7~8문항, 적분과 통계 7~8문항, 기하와 벡터 7~8문항
- 고등학교 1학년 수학은 간접적으로 출제되었다.

3교시, 영어 영역
- 총 45문항(듣기 17문항 포함, 2014학년도에는 듣기 22문항 포함)/13:10~14:20(1시간 10분)
- 배점은 2점, 3점이다.
- 만점은 100점이다.
- 듣기 발음은 유럽계 미국인을 기준으로 한다.
- 2014학년도에는 수준별로 A형과 B형으로 나뉘어 있으나, 2015학년도부터 2016학년도까지는 이것이 폐지되어 수준별 난이도가 없다.
- 출제 과목: 수준별 영역이 시행된 2014학년도에는 A형은 영어, 영어Ⅰ에서, B형은 영어Ⅱ, 영어 독해와 작문, 심화 영어 독해와 작문에서 출제하였으며, 수준별 영역이 폐지된 2015학년도부터 2016학년도까지는 영어Ⅰ, 영어Ⅱ에서 출제되었다.
- 교육과정의 과목에 기초하되 다양한 소재의 지문과 자료를 활용하여 출제되었다.

4교시, 사회/과학/직업탐구 영역
- 각 과목당 20문항/14:50~15:52(과목당 30분×2과목+문제지 교체시간 2분=총 1시간 2분)
  - 2과목 응시자는 제1과목을 14:50~15:20까지 치른 후 제2과목을 15:22~15:52까지 치르며, 1과목 응시자는 2과목 응시자들이 1번째 과목을 응시하는 동안 대기하다가 15:22~15:52까지 치른다.
- 배점은 2점, 3점이다.
- 만점은 각 과목당 50점이다.
- 사회/과학/직업탐구 영역은 응시하는 수험생이 영역 및 과목을 선택하여 응시한다. 서로 다른 영역을 동시에 응시할 수 없다.
  - 사회탐구 영역 과목: 생활과 윤리, 윤리와 사상, 한국사, 한국 지리, 세계 지리, 동아시아사, 세계사, 법과 정치, 경제, 사회·문화 10과목 중 최대 2과목을 선택한다.
  - 과학탐구 영역 과목: 물리Ⅰ, 화학Ⅰ, 생명 과학Ⅰ, 지구 과학Ⅰ, 물리Ⅱ, 화학Ⅱ, 생명 과학Ⅱ, 지구 과학Ⅱ 8과목 중 최대 2과목을 선택한다.
  - 직업탐구 영역 과목: 농생명 산업(농업 이해, 농업 기초 기술), 공업(공업 입문, 기초 제도), 상업 정보(상업 경제, 회계 원리), 수산·해운(해양 일반, 수산·해운 정보 처리), 가사·실업(인간 발달, 컴퓨터 일반) 5과목 중 최대 1과목을 선택한다.(각 과목 당 세부 과목 2개)
    - 시험 시간 및 문항 수가 사회탐구와 과학탐구의 2배이다. 직업 관련 전문 교과 80단위 이상 이수해야 응시가 가능하다.

5교시, 제2외국어/한문 영역
- 총 30문항/16:20~17:00(40분)
- 배점은 1점, 2점이다.
- 만점은 50점이다.
- 제2외국어/한문 영역 과목: 독일어Ⅰ, 프랑스어Ⅰ, 스페인어Ⅰ, 중국어Ⅰ, 일본어Ⅰ, 러시아어Ⅰ, 아랍어Ⅰ, 기초 베트남어, 한문Ⅰ 9과목 중 1과목을 선택한다.

#### 2009 개정 교육과정(2017~2020학년도)
1교시, 국어 영역
- 총 45문항/08:40~10:00(1시간 20분)
- 배점은 2점, 3점이다.
- 만점은 100점이다.
- 화법과 작문, 독서와 문법, 문학 교과서에 기초하되 범교과적인 소재를 활용하여 출제된다.

2교시, 수학 영역
- 총 30문항(객관식 21문항, 주관식 9문항)/10:30~12:10(1시간 40분)
- 배점은 2점, 3점, 4점이다.
- 만점은 100점이다.
- 주관식 문제의 정답은 최대 3자리 자연수이다.
- 출제 과목은 다음과 같다.
  - 수학 가형: 미적분Ⅱ 10문항, 확률과 통계 10문항, 기하와 벡터 10문항
  - 수학 나형: 수학Ⅱ 10문항, 미적분Ⅰ 10문항, 확률과 통계 10문항
- 수학Ⅰ은 공통적으로 간접 출제되며, 가형은 수학Ⅱ와 미적분Ⅰ이 간접적으로 출제된다.

3교시, 영어 영역
- 총 45문항(듣기 17문항 포함)/13:10~14:20(1시간 10분)
- 배점은 2점, 3점이다.
- 만점은 100점이다.
- 듣기 발음은 유럽계 미국인을 기준으로 한다.
- 2018학년도부터 다른 과목과 달리 절대평가로 등급을 산출한다. 90점 이상을 1등급으로 하고, 이후 10점마다 등급이 한 단계씩 내려간다.
- 범교과적인 소재를 활용하여 출제된다.

4교시, 한국사 & 사회/과학/직업탐구 영역
- 각 과목당 20문항/14:50~16:32(과목당 30분×3과목+영역간 교체시간 10분+탐구 영역 문제지 교체시간 2분=총 1시간 42분)
  - 탐구 영역에서 2과목 응시자는 제1과목을 15:30~16:00까지 치르고 이어서 제2과목을 16:02~16:32까지 치르고, 1과목 응시자는 2과목 응시자들이 첫 번째 과목을 치르는 동안 대기하다가 16:02~16:32까지 시험을 치른다.
- 배점은 2점, 3점이다.
- 만점은 각 과목당 50점이다.
- 한국사 영역은 절대평가로 등급을 산출한다. 40점 이상을 1등급으로 하고, 이후 5점 단위로 등급이 나뉜다. 필수 과목이므로 응시하지 않으면 수능 성적 전체가 무효 처리된다.
- 사회/과학/직업탐구 영역은 응시하는 수험생이 영역 및 과목을 선택하여 응시한다. 서로 다른 영역을 동시에 응시할 수 없다.
  - 사회탐구 영역 과목: 생활과 윤리, 윤리와 사상, 한국 지리, 세계 지리, 동아시아사, 세계사, 법과 정치, 경제, 사회·문화 9과목 중 최대 2과목을 선택한다.
  - 과학탐구 영역 과목: 물리Ⅰ, 화학Ⅰ, 생명 과학Ⅰ, 지구 과학Ⅰ, 물리Ⅱ, 화학Ⅱ, 생명 과학Ⅱ, 지구 과학Ⅱ 8과목 중 최대 2과목을 선택한다.
  - 직업탐구 영역 과목: 농업 이해, 농업 기초 기술, 공업 일반, 기초 제도, 상업 경제, 회계 원리, 해양의 이해, 수산·해운 산업 기초, 인간 발달, 생활 서비스 산업의 이해 10과목 중 최대 2과목을 선택한다. 직업 관련 전문 교과 86단위 이상 이수해야 응시가 가능하다.

5교시, 제2외국어/한문 영역
- 총 30문항/17:00~17:40(40분)
- 배점은 1점, 2점이다.
- 만점은 50점이다.
- 출제 과목: 독일어Ⅰ, 프랑스어Ⅰ, 스페인어Ⅰ, 중국어Ⅰ, 일본어Ⅰ, 러시아어Ⅰ, 아랍어Ⅰ, 베트남어Ⅰ, 한문Ⅰ 9과목 중 1과목을 선택한다.

#### 2015 개정 교육과정(2021학년도)
1교시, 국어 영역
- 총 45문항/08:40~10:00(1시간 20분)
- 배점은 2점, 3점이다.
- 만점은 100점이다.
- 화법과 작문, 언어와 매체(언어만 출제), 독서, 문학 교과서에 기초하되 범교과적인 소재를 활용하여 출제된다.

2교시, 수학 영역
- 총 30문항(객관식 21문항, 주관식 9문항)/10:30~12:10(1시간 40분)
- 배점은 2점, 3점, 4점이다.
- 만점은 100점이다.
- 주관식 문제의 정답은 최대 3자리 자연수이다.
- 출제 과목은 다음과 같다.
  - 수학 가형: 수학Ⅰ 10문항, 미적분 10문항, 확률과 통계 10문항
  - 수학 나형: 수학Ⅰ 10문항, 수학Ⅱ 10문항, 확률과 통계 10문항

3교시, 영어 영역
- 총 45문항(듣기 17문항 포함)/13:10~14:20(1시간 10분)
- 배점은 2점, 3점이다.
- 만점은 100점이다.
- 듣기 발음은 유럽계 미국인을 기준으로 한다.
- 영어 영역은 절대평가로 등급을 산출한다. 90점 이상을 1등급으로 하고, 이후 10점마다 등급이 한 단계씩 내려간다.
- 범교과적인 소재를 활용하여 출제된다.

4교시, 한국사 & 사회/과학/직업탐구 영역
- 각 과목당 20문항/14:50~16:32(과목당 30분×3과목+영역간 교체시간 10분+탐구 영역 문제지 교체시간 2분=총 1시간 42분)
  - 탐구 영역에서 2과목 응시자는 제1과목을 15:30~16:00까지 치르고 이어서 제2과목을 16:02~16:32까지 치르고, 1과목 응시자는 2과목 응시자들이 첫 번째 과목을 치르는 동안 대기하다가 16:02~16:32까지 시험을 치른다.
- 배점은 2점, 3점이다.
- 만점은 각 과목당 50점이다.
- 한국사 영역은 절대평가로 등급을 산출한다. 40점 이상을 1등급으로 하고, 이후 5점 단위로 등급이 나뉜다. 필수 과목이므로 응시하지 않으면 수능 성적 전체가 무효 처리된다.
- 사회/과학/직업탐구 영역은 응시하는 수험생이 영역 및 과목을 선택하여 응시한다. 서로 다른 영역을 동시에 응시할 수 없다.
  - 사회탐구 영역 과목: 생활과 윤리, 윤리와 사상, 한국지리, 세계지리, 동아시아사, 세계사, 법과 정치, 경제, 사회·문화 9과목 중 최대 2과목을 선택한다.
  - 과학탐구 영역 과목: 물리학Ⅰ, 화학Ⅰ, 생명과학Ⅰ, 지구과학Ⅰ, 물리학Ⅱ, 화학Ⅱ, 생명과학Ⅱ, 지구과학Ⅱ 8과목 중 최대 2과목을 선택한다.
  - 직업탐구 영역 과목: 농업 이해, 농업 기초 기술, 공업 일반, 기초 제도, 상업 경제, 회계 원리, 해양의 이해, 수산·해운 산업 기초, 인간 발달, 생활 서비스 산업의 이해 10과목 중 최대 2과목을 선택한다.
    - 직업 관련 전문 교과 86단위 이상 이수해야 응시가 가능하다.

5교시, 제2외국어/한문 영역
- 총 30문항/17:00~17:40(40분)
- 배점은 1점, 2점이다.
- 만점은 50점이다.
- 출제 과목: 독일어Ⅰ, 프랑스어Ⅰ, 스페인어Ⅰ, 중국어Ⅰ, 일본어Ⅰ, 러시아어Ⅰ, 아랍어Ⅰ, 베트남어Ⅰ, 한문Ⅰ 9과목 중 1과목을 선택한다.

#### 2015 개정 교육과정(2022~2027학년도)
1교시, 국어 영역
- 출제 과목은 다음과 같다.
  - 공통: 문학·독서 (총 34문항)
  - 선택: 화법과 작문, 언어와 매체 중 택1 (총 11문항)

2교시, 수학 영역
- 총 30문항(객관식 21문항, 주관식 9문항)/10:30~12:10(1시간 40분)
- 배점은 2점, 3점, 4점이다.
- 만점은 100점이다.
- 주관식 문제의 정답은 최대 3자리 자연수이다.
- 출제 과목은 다음과 같다.
  - 공통: 수학Ⅰ·수학Ⅱ (총 22문항)
  - 선택: 확률과 통계, 미적분, 기하 중 택1 (총 8문항)

3교시, 영어 영역
- 총 45문항(듣기 17문항 포함)/13:10~14:20(1시간 10분)
- 배점은 2점, 3점이다.
- 만점은 100점이다.
- 듣기 발음은 유럽계 미국인을 기준으로 한다.
- 영어 영역은 절대평가로 등급을 산출한다. 90점 이상을 1등급으로 하고, 이후 10점마다 등급이 한 단계씩 내려간다.
- 범교과적인 소재를 활용하여 출제된다.

4교시, 한국사 & 사회/과학/직업탐구 영역
- 각 과목당 20문항/14:50~16:37(과목당 30분×3과목+영역간 교체시간 15분+탐구 영역 문제지 교체시간 2분=총 1시간 47분)
  - 탐구 영역에서 2과목 응시자는 제1과목을 15:35~16:05까지 치르고 이어서 제2과목을 16:07~16:37까지 치르고, 1과목 응시자는 2과목 응시자들이 첫 번째 과목을 치르는 동안 대기하다가 16:07~16:37까지 시험을 치른다.
- 배점은 2점, 3점이다.
- 만점은 각 과목당 50점이다.
- 한국사 영역은 절대평가로 등급을 산출한다. 40점 이상을 1등급으로 하고, 이후 5점 단위로 등급이 나뉜다. 필수 과목이므로 응시하지 않으면 수능 성적 전체가 무효 처리된다.
- 사회/과학/직업탐구 영역은 응시하는 수험생이 영역 및 과목을 선택하여 응시한다. 사회탐구와 과학탐구는 서로 다른 영역을 동시에 응시할 수 있으나[8], 직업탐구는 사회탐구나 과학탐구와 동시에 응시할 수 없다.
  - 사회탐구 영역 과목: 생활과 윤리, 윤리와 사상, 한국지리, 세계지리, 동아시아사, 세계사, 법과 정치, 경제, 사회·문화 9과목 중 최대 2과목을 선택한다.
  - 과학탐구 영역 과목: 물리학Ⅰ, 화학Ⅰ, 생명과학Ⅰ, 지구과학Ⅰ, 물리학Ⅱ, 화학Ⅱ, 생명과학Ⅱ, 지구과학Ⅱ 8과목 중 최대 2과목을 선택한다.
  - 직업탐구 영역 과목: 2과목을 응시할 경우 공통 과목인 성공적인 직업생활을 필수 응시하고, 농업 기초 기술, 공업 일반, 상업 경제, 수산·해운 산업 기초, 인간 발달 5과목 중 최대 1과목을 선택한다. 직업탐구 영역을 1과목만 응시하고 싶다면, 5개의 선택과목 중 1과목만 선택해서 응시한다. (공통과목 응시 불가)
    - 직업 관련 전문 교과 86단위 이상 이수해야 응시가 가능하다.

5교시, 제2외국어/한문 영역
- 총 30문항/17:05~17:45(40분)
- 배점은 1점, 2점이다.
- 만점은 50점이다.
- 출제 과목: 독일어Ⅰ, 프랑스어Ⅰ, 스페인어Ⅰ, 중국어Ⅰ, 일본어Ⅰ, 러시아어Ⅰ, 아랍어Ⅰ, 베트남어Ⅰ, 한문Ⅰ 9과목 중 1과목을 선택한다.

### 성적 표기 방식
- 1994~1998학년도: 원점수[주 1], 총점, 백분위점수[주 2][주 3] 표기
- 1999~2001학년도: 원점수[주 4], 총점[주 5][주 6], 백분위 점수[주 7], 표준점수, 변환표준점수[주 8] 표기
- 2002~2004학년도: 원점수[주 9], 영역별 등급, 5개 영역 종합 등급[주 10], 백분위 점수[주 11], 표준점수, 변환표준점수[주 12] 표기
- 2005~2007학년도, 2009학년도~현재: 표준점수, 백분위, 등급 표기[주 13]
- 2008학년도: 등급만 표기

참고
1. ↑  1994학년도에는 수리 영역과 탐구 영역을 합산했으며, 이후에는 따로 표기했다.
2. ↑  1994학년도에는 총점과 계열별 백분위 점수를 표기했으며, 이후에는 계열별 백분위 점수만 표기했다.
3. ↑  1994~1996학년도에는 계열별 백분위 점수를 표기하였으며, 1997~1998학년도에는 영역별 백분위 점수와 총점의 백분위 점수를 표기하였다.
4. ↑  탐구 영역 같은 경우 사회탐구와 과학탐구를 따로 표기한다.
5. ↑  제2외국어 영역의 점수는 포함되지 않는다.
6. ↑  원점수와 변환표준점수, 그리고 이에 따른 백분위 점수의 총점이 표기되었으며, 표준점수는 총점이 없다.
7. ↑  백분위 점수는 원점수에 의한 백분위 점수와, 변환표준점수에 따른 백분위 점수가 있다. 변환표준점수에 따른 백분위 점수는 1999학년도에는 없었다가 2000학년도부터 도입하였다.
8. ↑  제2외국어 영역은 변환표준점수와 이에 따른 백분위 점수를 표기하지 않고, 표준점수에 의한 백분위 점수를 표기한다.
9. ↑  탐구 영역 같은 경우 사회탐구와 과학탐구를 따로 표기한다.
10. ↑  제2외국어 영역은 해당하지 않는다.
11. ↑  백분위 점수는 원점수에 의한 백분위 점수와, 변환표준점수에 따른 백분위 점수가 있다.
12. ↑  제2외국어 영역은 변환표준점수와 이에 따른 백분위 점수를 표기하지 않고, 표준점수에 의한 백분위 점수를 표기한다.
13. ↑  한국사 영역은 2017학년도부터, 영어 영역은 2018학년도부터, 제2외국어/한문 영역은 2022학년도부터 절대평가로 성적이 산출되어 등급만 표기된다.

## 운영

### 응시 자격
대학수학능력시험에 응시하기 위해서는 다음 중 하나의 요건을 갖추어야 한다.
- 고등학교 졸업예정자, 고등학교 졸업자, 고등학교 졸업학력 검정고시에 합격한 자. (12년간 학교교육과정을 이수한 자에 의함)
- 초·중등교육법시행령 제98조의 규정에 의거 고등학교를 졸업한 사람과 같은 수준의 학력이 있다고 인정된 사람 중, 고등학교 졸업학력 검정고시에 합격한 사람 이외에 다음 내용에 해당하는 사람.
- 고등학교에 준해 교육과정을 운영하는 학교로서 설립자, 학생정원, 수업일수, 학교시설·설비 및 수익용 기본재산을 고려해 해당 교육과정을 충실히 운영할 수 있다고 인정되는 학교 중, 교육부령으로 정하는 바에 따라 교육감이 지정·고시한 학교를 졸업한 사람.
- 군사분계선 이북 지역(조선민주주의인민공화국) 출신자 또는 학력 증명이 곤란한 다문화학생에 해당하는 사람으로서 교육감이 학력심의위원회의 심의를 거쳐 대한민국에서 12년 이상의 학교교육과정을 이수하여 사람에 상응한 학력을 가진 것으로 인정한 사람.
- 한국과학기술원 학사규정 제16조 제1항 제3호에 해당하는 학생으로서 과학기술대학의 입학전형에 합격해 등록한 학생.
- 광주과학기술원법 시행령 제30조 제1항 제3호에 해당하는 학생으로서 광주과학기술원 학사과정의 입학전형에 합격해 등록한 학생.
- 대구경북과학 기술원법 시행령 제29조 제1항 제3호에 해당하는 학생으로서 대구경북과학기술원 학사과정의 입학전형에 합격해 등록한 학생. 또는 울산과학기술원법 시행령 제16조 제1항 제3호에 해당하는 학생으로서 울산과학기술원 학사과정의 입학전형에 합격해 등록한 학생.[9]
- 교육감이 지정한 평생교육시설에서 고등학교 교육과정에 상응한 교육과정을 이수하여 마친 사람.
- 종전의 소년원법 제29조 제4항에 따라 고등학교에 상응하는 교육과정을 이수하여 마친 사람.
- 종전의 교육법(법률 제3054호 교육법 중 개정 법률로 개정되기 전의 것을 말한다)에 따른 실업고등전문학교에서 3학년 이상을 이수한 학생.
- 대안학교의 설립·운영에 관한 규정 제6조에 따라 고등학교 과정 학력인정을 받은 사람.
- 외국에서 12년 이상의 학교교육과정을 이수한 자 또는 교육부장관이 고등학교에 해당하는 학교 교육과정에 상응하는 것으로 인정하는 외국의 교육과정 이수하여 전부를 마친 자.

### 접수
고등학교 졸업예정자는 재학 중인 고등학교에서, 고등학교 졸업자는 출신 고등학교에서 하며, 응시원서 접수일 기준 주민등록상 주소지와 출신 고등학교 소재지의 관할이 다른 경우 현재 주소지 관할 시험지구 교육청에서 접수할 수 있다. 기타 학력 인정자는 현 주민등록상 주소지 관할 시험지구 교육청에서 가능하다. 장기 입원 환자, 군 복무자, 수형자 및 기타 특별한 사유가 있다고 인정된 자는 실제 거주지 관할 시험지구 교육청에서 접수할 수 있다. 2011학년도 시험부터는 접수 기간 마지막 3일을 변경 신청 기간으로 지정하여 수험생들의 선택 과목 변경을 허용한다. 접수 규정이 유연하지 않아 몇몇 재수생들이 주소 이전을 해야 하는 등 문제가 있다.

### 출제
수능 문제 출제진은 출제위원과 검토위원으로 이루어진다. 출제위원은 대학교수와 고등학교 교사로 구성되며 검토위원은 모두 고등학교 교사로 구성된다. 출제위원은 전국의 국립 대학과 공립 대학, 사립 대학에서 전임강사 이상의 자격을 소지하고 수능 출제와 관련 있는 영역의 전공자, 전국의 시·도 교육청 소속 고등학교에서 5년 이상 근무한 교사, 연구기관 소속으로 대학 전임강사와 동등한 수준 또는 그 이상의 자격을 갖추고 수능 출제와 관련 있는 영역이나 과목 전공자로 한정하며, 원어민의 경우 해당 언어 사용 국가에서 학사 이상의 학력을 갖추고 국내외 대학 및 고등학교의 전임 또는 초빙 교원 및 강사, 대학 부설 기관의 연구원 또는 강사, 해당국의 주한 외국 대사관이나 한국교육과정평가원의 연구원이 추천하는 자로 한정한다.
수능 문제 출제진은 보통 수능 1개월 전부터 비공개 장소에서 합숙하며 문제를 낸다. 출제위원들이 문항을 만들면 검토위원들이 문제를 풀어보고 이상 여부를 판단하는데, 2014년 기준으로 출제위원 316명 가운데 75% 이상이 대학교수였다. 출제를 마친 뒤에는 시중의 참고서와 문제집, 학원 교재를 살펴보며 비슷한 문항은 없는지 확인하는 과정을 거친다. 시험 문제가 공개되고 오류 의혹이 제기되면 한국교육과정평가원은 전문가 검토와 학회 자문 등을 거쳐 최종 정답을 확정한다.
수능 문제를 내는 동안 출제진이 숙소에서 합숙한다는 사실을 외부에서 알지 못하도록 숙소는 공사 중인 건물로 위장하고, 창문은 방충망으로 고정한다. 수능 출제에 관련된 사항은 기밀에 해당된다. 합숙소에 도착하면 휴대폰, 전자기기는 전부 압수되고 출제기간 동안 보안요원이 모든 행위를 감시한다. 모든 쓰레기도 보안요원이 점검하고 수능 종료 후에 처리한다. 긴급한 상황이 발생했을 때 경찰이나 보안요원과 함께 정해진 시간만 나가는 경우를 제외하고 외출, 외부 연락도 할 수 없다. 출제진과 보안요원, 음식과 세탁 등을 담당하는 지원인력, 의료진, 인쇄 담당자 등도 함께 외부와 격리된다. 수능 당일 모든 시험이 종료된 후에 격리가 해제되어 합숙소를 떠나게 된다. 합숙소 위치는 매년 변경되며 수능 종료 후에도 거의 공개되지 않는다.
숙박비 등 여러 문제로 인해 한국교육과정평가원은 수능과 초·중등 임용시험 등을 출제하는 시설인 '국가고사 출제센터'의 설립을 추진한다고 발표했다. 빠르면 2024년에 출제센터를 설립한다고 했다.
2003년 11월 5일에 치른 2004학년도 수능에서 처음으로 복수정답이 인정되고 수능 관리 체계 전반과 관련한 문제 제기가 이어지자 대한민국 교육인적자원부는 수능 출제 관리 업무를 조사했고, 이 과정에서 특정 대학 출신이 출제위원 자리를 독점하며 상당수의 출제위원이 여러 번 참여하고, 지문 제시 및 문항 개발 과정에 별도의 검증 장치가 없으며 검토위원들의 검토 기간이 충분하지 않고, 다수의 교사 출제위원들이 참고서를 집필한 적이 있는 것으로 드러났다. 이에 교육인적자원부는 교육인적자원부 차관을 주재로 수능출제·관리개선기획단을 꾸려 출제위원 선정 기준을 강화하고 고등학교 교사 출제위원 비율을 27%에서 50%로 확대하며 공식 이의제기 제도를 도입하는 등의 개선안을 발표했다.
여러 번 반복되는 수능과 모의평가 출제로 새로운 유형의 문항 출제가 점점 어려워지자 한국교육과정평가원은 수능 문항을 개선하고자 2008년부터 2010년까지 미국의 SAT와 ACT, 일본의 대학 입시 센터 시험, 중국의 보통 고등학교 초생 전국 통일고시(가오카오) 문항을 분석했다. 2011년에는 교육과학기술부 장관이 기존에 30% 수준이었던 한국교육방송공사 강의의 출제 비율을 70%까지 올리겠다고 밝혔다.

### 응시

#### 응시일
1995학년도부터 2006학년도까지는 매년 11월 셋째 주 수요일에 시행했으나, 2007학년도 수능부터 2016학년도 수능까지는 11월 두 번째 또는 세 번째 목요일에 시행했다. 다만, 2017학년도 수능부터는 고3의 수능 후 생활 지도의 어려움을 이유로 11월 셋째 토요일 직전 목요일로 시행일을 변경했으며, 현재까지 유지 중이다. 수능 초기인 1994학년도만 예외적으로 각각 8월 금요일(1차), 11월 화요일(2차)에 실시했다. 2018학년도 수능은 당초 2017년 11월 16일 치러질 예정이었지만, 2017년 포항 지진으로 인해 1주일 연기되어 11월 23일에 치러진 적 있었다.

#### 수험번호 체계
수험번호는 총 8자리로 구성되어 있으며, 이는 그 수험생이 시험을 보는 장소를 뜻한다. 앞부터 두 자리씩 묶으면 총 4묶음이 나오는데 그 중 첫 번째 묶음은 시험지구, 두 번째 묶음은 그 시험지구 내에서의 시험장(학교) 번호, 세 번째 묶음은 그 시험장 내에서의 시험실 번호, 마지막 묶음은 그 시험실 내에서의 좌석 번호를 뜻한다. 특히 맨 마지막 자리로 홀수형/짝수형 여부를 알 수 있다.

#### 시험 시간 및 영역별 문항수[23]
| 교시                         | 시험영역                                                  | 시험시간(소요시간) | 문항수 | 비고 |
| ---------------------------- | --------------------------------------------------------- | ------------------ | ------ | --- |
| 수험생 입실 완료 - 08:10까지 |                                                           |                    |        | |
| 1                            | 국어                                                      | 08:40~10:00(80분)  | 45     | 공통과목: 독서, 문학 선택과목: 화법과 작문, 언어와 매체 중 택 1 |
| 휴식 - 10:00~10:20(20분)     |                                                           |                    |        | |
| 2                            | 수학                                                      | 10:30~12:10(100분) | 30     | 공통과목: 수학I, 수학II 선택과목: 확률과 통계, 미적분, 기하 중 택 1 단답형 30% 포함 |
| 중식 - 12:10~13:00(50분)     |                                                           |                    |        | |
| 3                            | 영어                                                      | 13:10~14:20(70분)  | 45     | 듣기평가 문항 17개 포함 - 13:10부터 25분 이내 |
| 휴식 - 14:20~14:40(20분)     |                                                           |                    |        | |
| 4                            | 한국사, 사회/과학/직업탐구                                | 14:50~16:37(107분) |        | |
| 4                            | 한국사                                                    | 14:50~15:20(30분)  | 20     | 필수 응시 영역 |
| 4                            | 한국사영역 문제지·답안지 회수 탐구영역 문제지·답안지 배부 | 15:20~15:35(15분)  |        | 문제지·답안지 회수 및 배부 시간 15분(탐구영역 미선택자 대기실 이동) |
| 4                            | 사회/과학/직업탐구 시험:2과목 선택                        | 15:35~16:05(30분)  | 20     | 선택과목 응시 순서는 응시원서에 명기된 탐구 영역별 과목의 순서에 따라야 함. 문제지 회수시간은 과목당 2분 2022학년도부터 사회탐구(9개)와 과학탐구(8개)의 구분이 사라져 총 17개 과목 중 최대 2과목을 선택하여 응시할 수 있게 됨. |
| 4                            | 시험 본 과목 문제지 회수                                  | 16:05~16:07(2분)   |        | 선택과목 응시 순서는 응시원서에 명기된 탐구 영역별 과목의 순서에 따라야 함. 문제지 회수시간은 과목당 2분 2022학년도부터 사회탐구(9개)와 과학탐구(8개)의 구분이 사라져 총 17개 과목 중 최대 2과목을 선택하여 응시할 수 있게 됨. |
| 4                            | 사회/과학/직업탐구 시험:1~2과목 선택                      | 16:07~16:37(30분)  | 20     | 선택과목 응시 순서는 응시원서에 명기된 탐구 영역별 과목의 순서에 따라야 함. 문제지 회수시간은 과목당 2분 2022학년도부터 사회탐구(9개)와 과학탐구(8개)의 구분이 사라져 총 17개 과목 중 최대 2과목을 선택하여 응시할 수 있게 됨. |
| 휴식 - 16:37~16:55(18분)     |                                                           |                    |        | |
| 5                            | 제2외국어/한문                                            | 17:05~17:45(40분)  | 30     | 듣기평가는 실시하지 않음. |

시험 당일 모든 수험생은 08:10까지 지정된 시험실 또는 대기 장소에 입실해야 하며, 2교시~5교시는 시험 시작 10분 전까지 입실해야 한다.

#### 방해요소 차단
수능은 각 고등학교에서 시행되고, 중·고등학교 교사들이 감독관으로 차출되기 때문에, 수능을 치르는 날에는 일부 초등학교, 중학교와 모든 고등학교가 휴교한다. 각 기업체의 출근 시간은 1시간 늦춰지고, 공무원들의 출근 시간과 초등학교 및 중학교의 등교 시간 또한 늦춰진다. 일부 택시는 수험생 수송을 전담하게 된다. 버스는 최소 배차로 운행하며, 수험장을 거치는 버스는 전면 유리창에 표시한다. 듣기 평가 시간에는 비행기와 공군 등 대한민국 모든 비행물의 이착륙, 시험장 근처에서 경적 등의 소음 원인물 사용이 금지된다. '대학 입시' 과정에서 코로나19 전파 및 확산이 우려되기 때문에 2021년 고3 학생들은 첫 '학생 접종' 대상자가 될 예정이다.

#### 특별관리대상자
대학수학능력시험을 응시하는 수험생 중 시각장애인, 청각장애인, 뇌병변장애인 등 장애인이나, 열거되지 않더라도 신체·정신적으로 일반 수험생과 함께 응시하는 것이 어려운 수험생은 사전에 문제가 있음을 증명할 수 있는 자료를 제출하고 특별관리대상자 신청을 하여 별도의 방식으로 대학수학능력시험에 응시할 수 있다. 2017학년도부터는 유형이 중증 시각장애, 경증 시각장애, 뇌병변 등 운동장애, 중증 청각장애, 경증 청각장애로 세분화되었다.
모든 특별관리대상자는 각 시·도교육청별로 1곳 이상의 별도 시험장에서 대학수학능력시험에 응시한다. 모든 문제지는 홀수형이 배부되며, 채점과 성적 처리는 일반 수험생과 같이 한다.
중증 및 경증 시각장애, 뇌병변 등 운동장애 수험생은 유형에 따라 응시 시간이 연장된다. 단, 점심 시간 및 휴식 시간을 단축하여 일반 수험생과의 형평성을 보장한다.
특별관리대상자가 응시하는 데 편의를 제공하기 위해 유형별로 다음과 같은 규정을 둔다.
- 중증 시각장애 수험생: 매 교시 일반 수험생 시험 시간의 1.7배를 주고, 점자 문제지를 배부한다. 국어 영역, 영어 영역, 탐구 영역 시험에는 음성 평가 자료(문제가 녹음된 테이프)를 제공한다. 희망하는 수험생은 화면 낭독 프로그램이 설치된 컴퓨터와 전용 문제지를 받을 수 있으며, 수학 영역 시험에는 점자정보단말기를 제공한다. 밤 8시 43분에 제 5교시가 종료된다.
- 경증 시각장애 수험생: 매 교시 시험 시간을 1.5배 연장한다. 글자가 확대(118%, 200%, 350%) 및 축소(71%)된 문제지를 제공하며, 확대 독서기를 사용할 수 있다. 밤 7시 25분에 제 5교시가 종료된다.
- 뇌병변 등 운동장애 수험생: 매 교시 시험 시간을 1.5배 연장한다. 문제지는 일반 수험생과 동일하며, 답안지를 수험생의 지시에 따라 적는 자 1명을 배정한다. 밤 7시 25분에 제 5교시가 종료된다.
- 중증 청각장애 수험생: 영어 영역의 듣기 평가 문항을 응시할 때 대본을 제공하여 지필검사로 대체하거나 보청기를 사용할 수 있다.
- 경증 청각장애 수험생: 영어 영역의 듣기 평가 문항을 응시할 때 보청기를 사용할 수 있다.
- 여기서 열거되지 않은 특별관리대상자는 별도의 시험장을 제공받고 홀수형 시험지 배부받는 것을 제외하면 일반 수험생과 조건이 같다.

### 채점
문제지는 부정행위 방지를 위해 '홀수형'과 '짝수형'으로 나뉘며, 시험이 끝나면 답안지와 함께 제출한다. 2010학년도부터는 미리 푸는 것을 방지하기 위해 겉표지를 추가하였다. 답안은 OMR 카드를 이용하여 작성한다. 2005학년도 대학수학능력시험 부정행위 사건으로 2006학년도부터 필적 확인이 추가되었다. 2012학년도부터 이미지 스캐너를 사용하여 채점하도록 바뀌었기 때문에 예비마킹을 할 수 없게 되었다.

## 성적 산출
성적표에는 표준점수, 백분위, 등급을 표기한다. 절대평가 과목은 등급만 표기한다.

### 등급

#### 상대평가 과목
상대평가를 하는 과목의 등급은 정수로 표기된 표준점수와 원점수를 스태나인(stanine)방식으로 나누어, 다음과 같은 비율로 산출한다.
| 등급     | 1등급 | 2등급 | 3등급 | 4등급 | 5등급 | 6등급 | 7등급 | 8등급 | 9등급 |
| -------- | ----- | ----- | ----- | ----- | ----- | ----- | ----- | ----- | ----- |
| 비율     | 4%    | 7%    | 12%   | 17%   | 20%   | 17%   | 12%   | 7%    | 4%    |
| 누적비율 | 4%    | 11%   | 23%   | 40%   | 60%   | 77%   | 89%   | 96%   | 100%  |

등급 경계선에 놓인 점수는 상위 등급을 부여한다. 이 때문에 만점자나 동점자가 많은 과목은 상위 11% 학생까지 모두 1등급을 받고 2등급을 받는 수험생이 사라지는 이른바 '등급 블랭크' 현상이 일어나기도 하였다.

#### 절대평가 과목

##### 한국사 영역
2017년에 추가된 한국사 영역은 다음과 같이 등급을 매긴다.
| 등급     | 1등급 | 2등급 | 3등급 | 4등급 | 5등급 | 6등급 | 7등급 | 8등급 | 9등급 |
| -------- | ----- | ----- | ----- | ----- | ----- | ----- | ----- | ----- | ----- |
| 분할점수 | 40~50 | 35~39 | 30~34 | 25~29 | 20~24 | 15~19 | 10~14 | 5~9   | 0~4   |

##### 영어 영역
2018학년도부터 절대평가로 전환된 영어 영역은 다음과 같이 등급을 매긴다.
| 등급     | 1등급  | 2등급 | 3등급 | 4등급 | 5등급 | 6등급 | 7등급 | 8등급 | 9등급 |
| -------- | ------ | ----- | ----- | ----- | ----- | ----- | ----- | ----- | ----- |
| 분할점수 | 90~100 | 80~89 | 70~79 | 60~69 | 50~59 | 40~49 | 30~39 | 20~29 | 0~19  |

##### 제2외국어/한문
2022학년도부터 절대평가로 전환된 제2외국어/한문 영역은 다음과 같이 등급을 매긴다.
| 등급     | 1등급 | 2등급 | 3등급 | 4등급 | 5등급 | 6등급 | 7등급 | 8등급 | 9등급 |
| -------- | ----- | ----- | ----- | ----- | ----- | ----- | ----- | ----- | ----- |
| 분할점수 | 45~50 | 40~44 | 35~39 | 30~34 | 25~29 | 20~24 | 15~19 | 10~14 | 0~9   |

### 표준점수
표준점수제는 응시한 영역의 평균과 표준편차를 갖도록 변환한 분포에서 응시생의 상대적 서열을 나타내는 상대평가 점수로, 1999학년도 탐구영역 선택과목과 함께 도입했다. 시험마다 시험의 난이도는 달라지기 마련인데, 원점수만 사용하게 되면 같은 원점수임에도 불구하고 불이익을 받는 수험생이 생긴다. 이러한 불이익을 방지하기 위해 매 시험의 난이도를 반영하여 계산한 점수인 표준점수를 사용하게 되었다.
표준점수를 구하는 방법은 다음과 같다.
{\displaystyle S=z\sigma +m}
여기서, {\displaystyle S}는 표준점수, {\displaystyle z}는 Z점수, {\displaystyle \sigma }는 표준점수의 표준편차, {\displaystyle m}은 표준점수의 평균이다.
{\displaystyle z={\frac {x-m_{0}}{\sigma _{0}}}}
여기서, {\displaystyle x}는 수험생의 원점수, {\displaystyle m_{0}}는 해당과목의 수험생 평균, {\displaystyle \sigma _{0}}는 해당 과목의 수험생 표준편차이다.
백분위는 응시생 전체에 대한 그 학생보다 낮은 표준점수를 받은 학생 집단의 비율을 백분위로 나타낸 수치이며, 정수로 표기된 표준점수에 근거해서 산출된다. 표준점수와 마찬가지로 소수점 첫째 자리에서 반올림을 하여 표기한다. 수능시험을 주관하는 한국교육과정평가원에서 백분위 점수, 9등급 점수와 함께 성적표에 공개한다. 일본에서 쓰이고 있는 편차치 {\displaystyle t} 점수와 유사하다.

## 예비·모의 시험

### 대학수학능력시험 모의평가
대학수학능력시험 모의평가는 수험생의 능력 수준을 파악하고 본 수능의 적정 난이도를 유지하고, 수험생에게 새로운 문항 유형과 수준에 대한 적응 기회를 제공하고자 시행하는 시험이다.한국교육과정평가원이 주관한다. 고등학교 재학생만 응시하는 전국연합학력평가와 달리 해당 연도에 응시 자격이 있는 누구나 치를 수 있다. 2001학년도와 2002학년도에 난이도 조절에 실패한 뒤 2002년부터 전국연합학력평가와 함께 도입되었다. 도입 초기에는 9월에 1회만 실시하였고, 이듬해인 2004학년도부터 2회 실시(매년 6월, 9월)하고 있다. 해당 시험은 수능과 같은 기관에서 실시하는 시험인 만큼, 해당 연도 수능의 난이도, 문제의 형태, 운영 방식 등을 예측할 수 있는 자료의 역할도 하고 있다. 출제 범위는 6월에는 국어 영역, 영어 영역, 사회탐구 영역, 과학탐구 영역의 Ⅰ과목과 제2외국어/한문 영역은 전 범위이고 수학 영역과 과학탐구 영역의 Ⅱ과목은 전 범위의 약 2/3 정도이다. 9월에는 수능과 같이 전 영역을 전 범위로 출제한다. 영역별 시험 문항 수 및 실시 시간은 수능과 동일하다.

### 대학수학능력시험 예비평가/시행·예시문항
대학수학능력시험 예비평가/시행 그리고 예시문항은 개편된 수능을 처음 보는 고등학교 2학년 학생들을 대상으로 실시하는 시험이다. 한국교육과정평가원이 주관한다. 시험 방식과 범위는 수능과 유사하며, 7차 교육과정으로 바뀐 2003년과 2009년 개정 교육과정(총론)으로 바뀐 2012년에 실시했다. 모의평가와 다른 점이라면 일부 지역에서만 실제 시험과 똑같이 치러지는 것이다. 성적표는 2003년에는 성적표기 체계가 바뀌어, 본 수능과 똑같이 표준점수, 백분위, 등급이 기재, 교육과정만 바뀐 2012년에는 원점수만 기재되어 있다. 2015년에는 2009 개정 교육과정(각론)으로 바뀐 예비 수능이 치러지지 않았다. 2020년에는 2022학년도 수능의 선택과목 체제와 문제 유형을 안내하기 위하여 예시문항을 공개하였다. 앞서 시행된 예비평가/시행과는 다르게 고등학교 2학년 학생들을 대상으로 시험을 실시하지는 않았고, PDF 파일과 책자 형태로 예시문항과 함께 출제 방향을 안내하였다. 대학수학능력시험 모의평가와 마찬가지로, 영역별 시험 문항 수 및 실시 시간은 수능과 동일하다.

## 논란

### 등급제 도입
2004년 8월 26일, 대한민국 교육인적자원부는 교육혁신위원회가 마련한 '2008학년도 이후 대입제도 개선시안'을 발표하고 2008학년도부터 수능 성적에서 표준점수와 백분위 석차를 없애기로 했으며, 10월 28일에 개선시안을 확정 발표했다. 이에 따라 2008학년도 수능에서는 전년도까지 있었던 표준점수, 백분위가 공개되지 않고, 9개의 등급만이 공개되었다. 등급제를 찬성하는 쪽에서는 등급제가 1~2점에 학생들이 매달리는 현상을 완화한다고 주장했으나, 1~2점 때문에 등급이 갈리는 문제, 전체 점수가 더 뛰어난 학생이 등급제 상에서는 낮은 점수를 받는다는 점 때문에 반대하는 여론도 상당했다.
노무현 정부 하에서 확정하고 실시한 등급제는 2008년 1월 22일에 이명박 대통령 당선자 대통령직 인수위원회에서 '대입 3단계 자율화 방안'을 발표하고 수능 등급제 개선안을 내놓으며 폐지 수순을 밟았고, 이명박 정부가 출범한 뒤 3월 11일에 대한민국 교육과학기술부가 '2009학년도 대학입학전형 기본계획'을 수정 고시하며 폐지가 확정됐다. 이로써 수능 등급제는 1년 만에 실패로 끝났다. 그리하여 2009학년도 수능부터 2005~2007학년도처럼 다시 표준점수와 백분위, 등급이 동시 표기되어 현재까지 이르고 있다.

## 순연 사유
1994년도 수능부터 지금까지 국가적인 행사와 변고로 인한 연기가 총 4차례 있었다.

### 국가적인 행사
- 2006학년도 수능: 2005년 부산에서 2005년 부산 APEC 정상회의가 열리면서 11월 17일에서 11월 23일로 순연되었다.
- 2011학년도 수능: 2010년 서울에서 2010년 서울 G20 정상회의가 열리면서 11월 11일에서 11월 18일로 순연되었다.

### 국가적인 변고
- 2018학년도 수능: 2017년 11월 15일에 경상북도 포항시에서 규모 5.4의 지진이 발생해 고사장으로 쓰일 예정이던 학교 14곳 중 10곳에 균열이 발생해서, 11월 16일에서 11월 23일로 순연되었다.
- 2021학년도 수능: 대한민국의 코로나19 범유행의 여파로 인해 11월 19일에서 12월 3일로 순연되었다.

## 응시 인원
다음은 한국교육과정평가원에서 집계한 역대 수능 응시 인원이다.
- 1994학년도~1998학년도 (5차 교육과정)

| 구분       | 1993년 1차 (1994학년도 1차) | 1993년 2차 (1994학년도 2차) | 1994년 (1995학년도) | 1995년 (1996학년도) | 1996년 (1997학년도) | 1997년 (1998학년도) |
| ---------- | --------------------------- | --------------------------- | ------------------- | ------------------- | ------------------- | ------------------- |
| 접수자(명) | 742,668                     | 750,181                     | 781,749             | 840,661             | 824,374             | 885,321             |
| 응시자(명) | 716,326                     | 726,634                     | 757,488             | 809,867             | 795,338             | 854,272             |
| 응시율     | 96.5%                       | 96.9%                       | 96.9%               | 96.3%               | 96.5%               | 96.5%               |
| 각주       | [ 32 ]                      | [ 32 ]                      | [ 32 ]              | [ 32 ]              | [ 32 ]              | [ 32 ]              |

- 1999학년도~2004학년도 (6차 교육과정)

| 구분       | 1998년 (1999학년도) | 1999년 (2000학년도) | 2000년 (2001학년도) | 2001년 (2002학년도) | 2002년 (2003학년도) | 2003년 (2004학년도) |
| ---------- | ------------------- | ------------------- | ------------------- | ------------------- | ------------------- | ------------------- |
| 접수자(명) | 868,643             | 896,122             | 872,297             | 739,129             | 675,922             | 674,154             |
| 응시자(명) | 839,837             | 868,366             | 850,305             | 718,441             | 655,384             | 642,583             |
| 응시율     | 96.7%               | 96.9%               | 97.5%               | 97.2%               | 97.0%               | 95.3%               |
| 각주       | [ 32 ]              | [ 32 ]              | [ 32 ]              | [ 32 ]              | [ 32 ]              | [ 32 ]              |

- 2005학년도~2013학년도 (7차 교육과정, 2007 개정 교육과정)

| 구분       | 2004년 (2005학년도) | 2005년 (2006학년도) | 2006년 (2007학년도) | 2007년 (2008학년도) | 2008년 (2009학년도) | 2009년 (2010학년도) | 2010년 (2011학년도) | 2011년 (2012학년도) | 2012년 (2013학년도) |
| ---------- | ------------------- | ------------------- | ------------------- | ------------------- | ------------------- | ------------------- | ------------------- | ------------------- | ------------------- |
| 접수자(명) | 610,257             | 593,806             | 588,899             | 584,934             | 588,839             | 677,834             | 712,227             | 693,631             | 668,522             |
| 응시자(명) | 574,218             | 554,345             | 551,884             | 550,588             | 559,475             | 638,216             | 668,991             | 648,946             | 621,336             |
| 응시율     | 94.1%               | 93.4%               | 93.7%               | 94.1%               | 95.0%               | 94.2%               | 93.9%               | 93.6%               | 92.9%               |
| 각주       | [ 32 ]              | [ 32 ]              | [ 32 ]              | [ 32 ]              | [ 32 ]              | [ 32 ]              | [ 32 ]              | [ 32 ]              | [ 32 ]              |

- 2014학년도~2020학년도 (2007 개정 교육과정, 2009 개정 교육과정)

| 구분       | 2013년 (2014학년도) | 2014년 (2015학년도) | 2015년 (2016학년도) | 2016년 (2017학년도) | 2017년 (2018학년도) | 2018년 (2019학년도) | 2019년 (2020학년도) |
| ---------- | ------------------- | ------------------- | ------------------- | ------------------- | ------------------- | ------------------- | ------------------- |
| 접수자(명) | 650,747             | 640,621             | 631,187             | 605,987             | 593,527             | 594,924             | 548,734             |
| 응시자(명) | 606,813             | 594,835             | 585,332             | 552,297             | 531,327             | 530,220             | 484,737             |
| 응시율     | 93.2%               | 92.9%               | 92.7%               | 91.1%               | 89.5%               | 89.1%               | 88.3%               |
| 각주       | [ 32 ]              | [ 32 ]              | [ 32 ]              | [ 32 ]              | [ 32 ]              | [ 32 ]              | [ 32 ]              |

- 2021학년도~ (2015 개정 교육과정)

| 접수자(명) | 493,433 | 509,821 | 508,030 |
| 응시자(명) | 421,034 | 448,138 | 447,669 |
| 응시율     | 85.3%   | 87.9%   | 88.1%   |
| 각주       | [ 32 ]  | [ 32 ]  | [ 32 ]  |

## 같이 보기
- 예비고사
- 학력고사
- 배치표
- 학교생활기록부
- 대한민국의 대학 입시 제도
- 대학수학능력시험 연계 교재
- 전국연합학력평가
- 한국교육과정평가원
- 대한민국의 고등학교 교과목
  - 대한민국의 역대 고등학교 교과목
- 대한민국 국가수준 학업성취도평가 (일제고사)
- 대학추천을 위한 예비시험(조선민주주의인민공화국)
- 대학입시센터시험(일본)
- SAT(미국)
- EBS
  - EBSi
  - 대학수학능력시험 연계 교재